# ميجان دان
ميجان دان (بالإنجليزية: Megan Dunn) هي دراجة أسترالية، ولدت في 27 أغسطس 1991 في دوبو في أستراليا.

## وصلات خارجية
- ميجان دان على موقع أرشيف الدراجات (الإنجليزية)
- ميجان دان على موقع إحصائيات الدراجات الإحترافية (الإنجليزية)
- ميجان دان على موقع نسبة الدراجات (الإنجليزية)
- ميجان دان على موقع اتحاد ألعاب الكومنولث (مؤرشف) (الإنجليزية)